# Women Cunli de Nianqingren
Women Cunli de Nianqingren (xinès simplificat: 我们村里的年轻人, pinyin: Wǒmen Cūnlǐ de Niánqīngrén, literalment 'Els joves de nostre poble') és una pel·lícula xinesa del 1959, dirigida per Su Li i produïda per l'estudi de cinema de Changchun.
És una pel·lícula de l'època del Gran Salt Endavant, dedicada a la joventut, com també ho són altres treballs coetanis com Nülan Wu Hao. La trama toca un tema de caràcter social com és el treball, ja que conta la història d'un grup de treballadors construint un canal d'irrigació en un ambient de muntanya. El tema principal de la pel·lícula va convertir-se en una famosa cançó revolucionària.